# 2022年8月澳門
2022年8月澳門是指澳門在2022年8月發生的重大新聞事件。

## 8月2日
- 新型冠狀病毒感染應變協調中心宣佈將香港、台灣和外國地區返澳人士隔離日數改為“7+3”措施。[1]
- 隨著澳門疫情緩和，位於澳門東亞運動會體育館內的社區治療中心停止運作。

## 8月3日
- 珠澳聯防聯控工作組宣佈，自當天傍晚6時起入境珠海無須接受集中隔離，只需持有24小時內有效核酸檢測陰性證明方可入境珠海，但需接受“三天兩檢”和“兩點一線”往返。[2]

## 8月4日
- 因關閘邊檢大樓受拱北口岸工程影響停用，青茂口岸出現大規模離境通關人潮，直至當天接近深夜才消退。[3]

## 8月7日
- 新型冠狀病毒感染應變協調中心接獲珠海通報一例核酸陽性個案近日有往返澳珠兩地，該名患者被發現從事“走水貨”的行為。[4][5][6][7]
- 由2022年8月7日下午6時起，对所有自澳门入境人员落实“逢进必检”，每次入境后须到口岸指定采样点自费完成1次核酸采样后才能离开，入境后首次采样不能到社会面便民点采样。[8]其後由8月9日0時起，对珠澳口岸实施限次通行临时措施。上述措施暂定1个月至2022年9月8日24时，后续将根据疫情发展形势动态调整。[9]

## 8月9日
- 凌晨0時起，珠澳口岸实施限次通行临时措施。[9]
- 澳門特別行政區行政長官賀一誠出席澳門立法會全體會議回答議員提問。[10][11]

## 8月10日
- 受熱帶風暴木蘭影響，氣象局一度在上午7時至下午1時發出八號東南風球。[12][13]
- 珠海通報一宗澳門輸入確診個案，患者為21歲女患者，是珠澳兩地往返人員，在澳門工作。[14]
- 應變協調中心通報一宗核檢陽性懷疑輸入個案，為73歲澳門居民，為港澳貨船船員，於8月9日傍晚核檢證實為陽性。[15] 其後證實該船員證實感染Omicron BA.2病毒株。[16]

## 8月11日
- 路氹城永利皇宮發生一宗工業意外事件，1名維修員工在機房被發現死亡。治安警稱，死者51歲男性，菲律賓籍，消防於今早接報抵達現場後證實該名人士已死亡。初步調查顯示死者當時維修電動升降機花槽時被部件壓中頭部，傷重死亡，死因無可疑。[17]

## 8月12日
- 新型冠狀病毒感染應變協調中心通報，新增一例管控中發現的輸入性核酸陽性個案，為港澳貨船船員，為8月10日確診船員的同行密切接觸者，8月10日早上已被管控，8月7至9日期間均上班。8月4至10日每日核酸均為陰性，8月11日傍晚進行核酸檢測，於今日凌晨確認其檢測結果呈陽性，初步判斷為輸入性感染個案。[18][19]

## 8月14日
- 新增一例管控中發現的COVID-19輸入性相關核酸陽性個案。患者為8月10日公佈的73歲確診船員的妻子，上述患者及其同住人於8月10日已被管控，故無社區傳播風險。[20]

## 8月16日
- 松山纜車早前已完成更換主鋼纜工程，經進行鋼纜接駁、檢查及調試等一系列工作，確保纜車運作安全後正式重新開放。[21]

## 8月17日
- 第14/2021號法律《都市建築法律制度》及施行細則正式生效，而對應執行及補充的第38/2022號行政法規《都市建築法律制度施行細則》亦於同日生效。[22]
- 澳門勵駿公佈，周錦輝由8月16日起退任董事會聯席主席兼非執行董事，亦不再擔任董事會薪酬委員會及提名委員會成員。其妻陳美儀則於股東大會上以逾99.46%的票數比例成功連任執行董事一職。[23]

## 8月18日
- 柬埔寨人口販賣事件蔓延至澳門，司法警察局召開新聞發佈會公佈接獲5名有關犯罪分子誘騙澳門居民到東南亞工作案件，其中一名男子被騙到老撾擔任賭場公關，目前已成功離開當地及身處在安全地方。另外4人在得知相關新聞，懷疑是受到誘騙，最後決定取消前往並決定留澳。[24]
- 在新型冠狀病毒感染應變協調中心疫情記者會上，教育及青年發展局副局長黃嘉祺公佈2022/23學年開學防疫措施安排，要求高等院校及非高等教育學校的學生及教職員必須在開學日前提早返回常居地（澳門、珠海或中山）和開學當日持72小時內核酸檢測陰性結果證明。[25]

## 8月19日
一名任職英倫遊艇會酒店的閉環保安人員確診感染COVID-19，是同一個月內第二宗有閉環工作人員感染COVID-19事件。

## 8月20日
提督馬路惠愛大廈4樓一個單位於當天上午7時許發生火警，有2人受傷送院，其中一人全身多處燒傷，無呼吸心跳，另一人右腳掌百分之二的二級燒傷和吸入濃煙，送院時清醒，起火原因初步懷疑電器電線短路引致。另外，消防表示，於事發時，大廈之4樓及5樓位置共協助8名人士疏散，且事發大廈及相鄰大廈約有28人自行疏散到地面。 當天傍晚，治安警察局通報，一名全身多處燒傷的72歲父親送院搶救無效證實不治，27歲兒子仍在搶救。

## 8月22日
- 澳門特別行政區政府公佈對修改《維護國家安全法》內容以及展開為期45日的公開諮詢，至10月5日，保安司司長黃少澤表示，爭取諮詢總結報告在10月底出爐，期望11月初將法案文本提交立法會審議。[30]
- 珠海市疫情防控指揮部發佈最新通告，根據當前疫情防控形勢，經珠澳聯防聯控機制協商一致，從2022年8月23日早上6時起，所有自澳門入境人員核酸採樣要求由逢進必檢調整為自願自費在口岸進行採樣。[31]

## 8月23日
- 陸路交通 10年規劃公開諮詢期結束，交通事務局共收到逾 1,200份諮詢意見，將整理後製作總結報告公布。[32]

## 8月24日
- 受強烈熱帶風暴馬鞍影響，地球物理暨氣象局將風暴潮警告由上午發出的黃色調升至晚上8時改發的橙色。警察總局民防行動中心於改發橙色風暴潮警告信號起，澳門進入即時預防狀態，並啟動低窪地區撤離計劃。[33] 氣象局同時於晚上10時半改發八號風球，維持12小時30分鐘。[34]

## 8月25日
- 受強烈熱帶風暴馬鞍影響，地球物理暨氣象局一度發出八號風球和橙色風暴潮警告，由於“馬鞍”移速比預期快，且整體路徑和登陸位置比預期偏西，令風暴潮最大增水時間與天文潮高位錯峰，水浸情況沒預期嚴重。[35]氣象局一度降低風暴潮警告級別至藍色到上午10時取消所有風暴潮警告。[36]

## 8月26日
- 原定7月進行的澳廣視至愛新聽力頒獎音樂會延至當日舉行，共頒發多個音樂獎項。[37]

## 8月29日
- 黑沙環海濱花園一外賣食店發生持械打鬥，四人受傷送院，其中一名34歲男性澳門居民送院搶救期間清醒程度下降。[38]司警經初步調查指，案件起因涉及家庭及金錢糾紛。[39]
- 衛生局放寬餐聚人數限制，核酸檢測要求將跟從珠澳通關的規定和按疫苗接種要求出示，公共部門不可以舉辦300人或以上餐飲聚會活動。[40]
- 公共建設局邀請傳媒視察新城A區和澳氹第四條跨海大橋建設情況。其中大橋目前工程進度約完成4成，預計於2024年第一季完工。此外，新城A區將建造共同管道，減少由明挖路面及重覆開挖路面對交通所造成的影響，相關管道將由澳電管理，管理費尚待公佈。[41]

## 8月30日
- 澳門司警公佈8月29日一宗黑沙環海濱花園外賣食店嚴重傷人案詳情，事件中兩人受傷，其中一名33歲男性澳門居民被害人身受重傷，情況危殆。案件中司警共拘捕三人，包括兩名澳門居民和一名中國大陸籍外地僱員。[42]
- 澳門旅遊局宣佈「澳人食住遊」本地遊及酒店體驗的活動期延長至12月31日，其中本地遊增加多條行程路線。[43]

## 8月31日
- 中華人民共和國財政部和澳門特別行政區政府宣布，將於9月7日在澳門發行30億元人民幣國債。[44]